# Kardašova Řečice
Kardašova Řečice é uma cidade checa localizada na região da Boêmia do Sul, distrito de Jindřichův Hradec.